# Отражение (сингл)
«Отражение» — третий сингл российской хеви-метал-группы «Кипелов», вышедший 8 апреля 2013 года на лейбле Navigator Records.
Заглавной композицией сингла стала песня «Сальери и его отражение», посвящённая личности Антонио Сальери и его взаимоотношениям с Моцартом.

## История создания
Первые сообщения о том, что группа готовит новый материал, появились ещё летом 2012 года. Вокалист группы Валерий Кипелов заявил, что одна из песен будет посвящена Сальери и что написана она будет на стихи Маргариты Пушкиной. Однако в сентябре 2012 года он перенёс острый ларингит, в связи с чем музыкантам пришлось перенести начало концертного тура, посвящённого десятилетию группы, а также запись вокала к готовящемуся синглу. 19 февраля 2013 года группа объявила об окончании записи вокальных треков к синглу. 25 февраля 2013 года в прямом эфире «Нашего радио» состоялась премьера одной из песен с нового сингла — «Арии Надира из оперы Ж. Бизе „Искатели жемчуга“» — оперной арии, аранжированной в стиле рок-баллады, 2 марта прошла её концертная премьера в клубе Arena Moscow. 28 февраля сингл был официально анонсирован на сайте группы. 20 марта было объявлено, что сингл выйдет в свет 8 апреля и что по этому случаю группа проведёт автограф-сессию. В честь выхода сингла 8 апреля на волнах Радио России в рок-программе «Прицел» Дмитрия Добрынина состоялась радио-премьера новой композиции — «Сальери и его Отражение». Перед песней прозвучало интервью Валерия Кипелова. Песня «Сальери и его отражение» впервые была исполнена в дуэте с Артуром Беркутом, 6 декабря 2014 года в Москве.

## Сведение и мастеринг
Над сведением работал Майк Плотникофф из West Valley Studios, также известный по работе с Van Halen, Aerosmith, Motley Crue, Halestorm, а мастерингом — Howie Weinberg, в своё время работавший с Rammstein, Metallica, Iron Maiden, Muse и другими.

## Дизайн обложки
Дизайном обложки занимался Константин «Bonez» Викторов, ранее также работавший над альбомом «Жить вопреки».

## Список композиций
Сингл состоит из 4 композиций, две из которых («Сальери и его отражение» и «Ария Надира» из оперы Ж. Бизе «Искатели жемчуга»") — абсолютно новые. Оставшиеся два трека («Мёртвая зона» и «Я свободен!») являются старыми песнями, хорошо известными поклонникам групп «Кипелов» и «Ария», но здесь они выполнены в обновлённых аранжировках.
| №  | Название                                    | Текст песни                                | Музыка            | Длительность |
| -- | ------------------------------------------- | ------------------------------------------ | ----------------- | ------------ |
| 1. | «Сальери и его отражение»                   | Маргарита Пушкина                          | Вячеслав Молчанов | 6:54         |
| 2. | «Ария Надира» (из оперы «Искатели жемчуга») | Эжен Кормон/Мишель Карре (отец) (либретто) | Жорж Бизе         | 4:32         |
| 3. | «Мёртвая зона» (Симфоническая версия)       | Пушкина                                    | Валерий Кипелов   | 6:19         |
| 4. | «Я свободен» (Симфоническая версия)         | Пушкина, Кипелов                           | Кипелов           | 7:13         |

## Участники записи
- Валерий Кипелов — вокал
- Александр Манякин — ударные
- Алексей Харьков — бас-гитара
- Андрей Голованов — гитара, акустическая гитара
- Вячеслав Молчанов — гитара, бэк-вокал
- Симфонический оркестр «Глобалис»